# Presenzano
Presenzano – miejscowość i gmina we Włoszech, w regionie Kampania, w prowincji Caserta.
Według danych na rok 2004 gminę zamieszkiwało 1745 osób, 56,3 os./km².